# Orientalium dignitas
Orientalium dignitas (с лат. — «Достоинство Восточных») — энциклика папы Льва XIII, изданная 30 ноября 1894 года, касающаяся Восточных католических церквей, запрета их латинизации и важности сохранения в Католической церкви восточных литургических обрядов и традиций. 

## Предпосылки
В октябре 1894 года папа Лев XIII организовал в Риме конференцию, посвящённую положению униатских церквей и пригласил патриархов Восточных католических церквей и их представителей. На конференции выступил патриарх Мелькитской греко-католической церкви Григорий II с критикой миссионерской политики Ватикана и инициативами по защите восточных литургических обрядов, а также призвал уважать власть униатских патриархов, которую им предоставил Флорентийский собор. Критикуя «восточную политику» Рима патриарх сетовал на латинизацию униатов (которая добралась даже до римской Греческой коллегии), обвинил католических миссионеров в насмешках над византийским обрядом и неверной манерой общения со схизматиками. С доводами Григория II согласились участники конференции: префект Конгрегации по распространению веры кардинал Мечислав Ледуховский и кардинал Ланженьё. Результаты обсуждения на конференции фактически были выражены в энциклике «Orientalium dignitas».

## Содержание
В энциклике закреплены права Восточных католических церквей, включая запрет на их латинизацию, призыв к восточным католикам оставаться верными своим церковным традициям, а также расширение юрисдикции мелькитского патриарха на всю территорию Османской империи. Лев XIII запретил латинизацию Восточных католических церквей и подчеркнул важность сохранения восточных обрядов в Католической церкви:
«Сохранение восточных обрядов более важно, чем ныне думают. Именно почтенная древность, свойственная различным видам этого обряда, есть выдающееся украшение всей церкви и одновременно позволяет проявиться божественному единству католической веры. Именно поэтому более отчетливо, с одной стороны, проявляется апостольское происхождение важнейших церквей Востока, потом именно через это высвечивается их древняя глубочайшая связь с Римским престолом. Пожалуй, нет более глубокого проявления вселенскости Церкви Божией, чем эти своеобразные драгоценности, которыми она одарена в различных формах обрядов и языков, некоторые из которых тем более благородны, что на них говорили апостолы и святые отцы церкви. Так как будто повторяется единственное в своем роде поклонение, которое выпало на долю новорожденного Христа, когда пришли волхвы из разных стран Ближнего Востока, чтобы помолиться ему».